# 249
| 249                |
| ------------------ |
| Dødsfald - Fødsler |
|                    |

| Gregoriansk kalender | 249 CCXLIX              |
| Ab urbe condita      | 1002                    |
| Armensk kalender     | I/T                     |
| Kinesiske kalender   | 2945 – 2946 戊辰 – 己巳 |
| Etiopisk kalender    | 241 – 242               |
| Jødisk kalender      | 4009 – 4010             |
| Hindukalendere       |                         |
| - Vikram Samvat      | 304 – 305               |
| - Shaka Samvat       | 171 – 172               |
| - Kali Yuga          | 3350 – 3351             |
| Iransk kalender      | 373 BP – 372 BP         |
| Islamisk kalender    | 385 BH – 384 BH         |

Se også 249 (tal)

## Dødsfald
- Marcus Julius Philippus, romersk kejser